# Lethe butleri
Lethe butleri är en fjärilsart som beskrevs av John Henry Leech 1889. Lethe butleri ingår i släktet Lethe och familjen praktfjärilar. Inga underarter finns listade i Catalogue of Life.